# نیکاراگوئه در برابر آلمان
در ۱ مارس ۲۰۲۴، نیکاراگوئه علیه آلمان در دیوان دادگستری بین‌المللی (ICJ) تحت عنوان کنوانسیون نسل‌کشی، در رابطه با نقض برخی تعهدات بین‌المللی در رابطه با سرزمین‌های اشغالی فلسطین که ناشی از حمایت آلمان از اسرائیل در این کشور است، شکایتی را آغاز کرد. این سازمان به دنبال نشان دادن اقدامات حفاظتی موقت از جمله ازسرگیری کمک‌های مالی تعلیق شده آلمان به UNRWA و توقف تدارکات نظامی به اسرائیل بود.